# 羅樂道
羅樂道（英語：Otto Dirks，1934年3月27日—2019年9月23日），門諾會牧師，在臺灣花蓮縣創立東臺灣第一座智能不足教育單位，為黎明教養院創辦人。

## 生平
1968年7月，羅樂道與妻子羅愛蓮至臺灣臺中傳教。第二年秋，羅愛蓮生次子史蒂芬，卻有唐氏症。他們又在花蓮門諾醫院認養一名被棄養的原住民女娃，取名「寶拉」，後才知道有腦性麻痺、多重障礙。1973年，他們回加拿大省親，將史蒂芬、寶拉送至安大略省的社區發展中心照顧。因此遭遇，他開始懷疑著自己的信仰，但後來他認為這神的旨意，要他創辦照顧智能不足的學校，於是夫妻於先到大學進修特殊教育課程，到啟智學校當志工。
1975年，羅樂道、羅愛蓮再度到臺灣，並帶回兩大箱特殊教育所用教材與教具。該年3月17日，他創立黎明啟智中心，成為東臺灣第一個啟智教育單位，其名稱「黎明」意涵如花蓮能見到旭日從太平洋東昇一樣，讓啟智兒有所盼望。從一開始的五人小班起步，租用未婚媽媽之家房舍當教室，這裡原先是植田夏代服務的地方。
羅樂道夫妻在花蓮四處拜訪，將那些因父母不知如何管教、照護而被關在鐵籠、鎖在牆角的智能不足孩童帶出，接受教育。牧師蔡炳火回憶，當年對特教師有三個要求：不能生氣、不能打小孩、要忍耐從不會教到會。
1988年，黎明啟智中心在花蓮市育樂新村購買一棟佔地三百多坪房屋，當時院童現有三十五名，智能不足兒童，智商都在五十以下，年齡在三歲到十五歲之間。1997年2月，更名為「基督教門諾會花蓮縣私立黎明教養院」，擴大招收二歲至四十歲中、重、極重度的智障、肢障、多重障礙生。
羅牧師晚年回到加拿大，2019年9月23日去世。

## 外部連結
- 黎明教養院
- 羅樂道的Facebook專頁